# Bay Béla-díj
A Bay Béla-díjat Magyarországon  az Emberi Erőforrások Minisztériuma adományozza a kiemelkedő edzői tevékenységet és jelentős nevelő-oktató munkát, és a kiemelkedő teljesítményt elérő sportolókat felkészítő sportszakemberek részére, valamint kiemelkedő teljesítményt nyújtó edzők életművének elismerésére.

## A hatályos jogszabály
A Bay Béla-díjról szóló hatályos rendelkezéseket  az emberi erőforrások minisztere által adományozható elismerésekről szóló 49/2012. (XII. 15.) EMMI rendelet tartalmazza.
A díj a kiemelkedő edzői tevékenység és jelentős nevelő-oktató munka, valamint életmű elismerésére edzők, továbbá a kiemelkedő teljesítményt elérő sportolókat felkészítő sportszakemberek részére adományozható.
Átadására a Magyar Sport Napja (május 6.) alkalmából kerül sor. Évente legfeljebb négy adományozható. A díj megosztva is adományozható. A díjazott szobrot és az adományozást igazoló oklevelet kap. A szobor fehér carrarai márványoszlopból és az azon elhelyezett portréból áll. A talapzat ezüstözött bronzból „dór oszlop” talapzattal. A díj neve ezüstözött lemezre vésve az oszlop alsó harmadában szerelve. Magassága 260–280 mm, az oszlop 200 mm x 40 mm hengeres márvány, a talapzat 80 mm átmérőjű. A szobor Szabó Géza ötvösmester alkotása. A díjhoz pénzjutalom jár. A díjjal járó pénzjutalom mértéke az illetményalap tizenkétszeresének megfelelő összeg.

## Története
Bay Béla vívó mesteredző 1999-ben elhunyt. Emlékére a gyermek-, ifjúsági és sportminiszter alapította Bay Béla-díjat a kiemelkedő edzői tevékenységért és jelentős nevelő oktató munkáért, valamint egész életmű elismeréseként edzőknek, továbbá a kiemelkedő teljesítményt elérő sportolókat felkészítő sportszakembereknek.

## Az eddigi díjazottak
| Év   | Díjazottak                                                                                               |
| ---- | --- |
| 2001 | Széchy Tamás, Baróti Lajos, Dömötör Zoltán, Dosek Lajosné Kállay Ervin, dr. Ormai László, Szőcs Bertalan |
| 2002 | Illovszky Rudolf, Batizi Sándor, Gyarmati Dezső                                                          |
| 2003 | Benedek Ferenc, Vén Lajos                                                                                |
| 2004 | Volper László                                                                                            |
| 2005 | |
| 2006 | |
| 2007 | |
| 2008 | |
| 2009 | |
| 2010 | |
| 2011 | |
| 2012 | |
| 2013 | Pézsa Tibor, Mocsai Lajos, Komjáti András, Rónai Kálmán                                                  |
| 2014 | Weltner György, Kondás Elemér, Oláh Tamás, Udvarhelyi Gábor                                              |
| 2015 | Horváth Mária, Laurencz László, Takács Péter, Vigh László                                                |
| 2016 | Gutman József, Kancsal Tamás, Mezei István, Szőnyi János                                                 |
| 2017 | Klinga László, Kovács László, Nilsson Brúnóné Némedy Ágnes                                               |
| 2018 | |
| 2019 | Tóth Ákos, Urbán Lajos, Ördögh István                                                                    |
| 2020 | Demeter György, Pócsföldi Ottó                                                                           |
| 2021 | Kovácshegyi Ferenc, Gáspár István, Ludvigh Zoltán                                                        |